# بوب رايت (محامي أمريكي)
بوب رايت (بالإنجليزية: William Robert Wright)‏ هو محامي أمريكي، ولد في 20 مايو 1935، وتوفي في 13 يناير 2012 بسبب مرض آلزهايمر.